# Otmar Issing
Otmar Issing (Würzburg, 27 de marzo de 1936) es un economista alemán. Como economista-jefe y miembro del Consejo del Banco Central Europeo (BCE), Issing desarrolló la teoría de los "dos pilares" para la toma de decisiones sobre la Política monetaria adoptada por el BCE.

## Biografía
Issing estudió economía en la Universidad de Wurzburgo entre 1955 y 1960, con estudios complementarios en Londres y París. De 1960 a 1966  trabajó como ayudante de investigación en la Universidad de Wurzburgo. Obtuvo su doctorado PhD en 1961 y recibió cualificación de profesor (habilitación) en 1965.

## Trayectoria
En 1967 Issing se convirtió en director del Instituto para Relaciones Económicas Internacionales en la Universidad de Erlangen-Núremberg y fue profesor en la facultad de economía y ciencias sociales de la Universidad de Erlangen-Núremberg. En 1973 obtuvo la cátedra de asuntos monetarios y relaciones económicas internacionales en la Universidad de Wurzburgo.
De 1988 a 1990 Issing fue miembro del Consejo Alemán de Expertos Económicos y en 1990 fichó por el Deutsche Bundesbank. En 1998 Issing devenía un miembro del Consejo de Administracióndel BCE, así como su primer Economista de Jefe.
Desde junio de 2006 Issing ha sido presidente del Centro para Estudios Financieros (CFS) en la Universidad Goethe en Fráncfort del Meno y entre 2007 y 2018 hasta ha sido consejero internacional del banco Goldman Sachs.
En octubre de 2008 Issing presidió un grupo de expertos del gobierno alemán sobre el nuevo orden financiero que elaboró propuestas sobre cómo reformar mercados financieros internacionales (también conocida como “Comisión Issing”). El grupo publicó seis informes. En 2008 Issing también fue miembro del grupo de alto nivel de la Comisión Europea sobre supervisión financiera en la UE, presidida por Jacques de Larosière. En noviembre de 2010 recibió un doctorado Honoris Causa por el grado de Integración Económica Internacional de la Universidad de Pavía.

## Publicaciones
Las publicaciones científicas de Issing cubren una amplia variedad de asuntos de política económica reciente. Sus dos líneas principales de investigación son los temas de política y teoría monetaria y las relaciones económicas internacionales. Suyos son los siguientes libros:
- Wie wir den Euro retten und Europa stärken, publicado por Börsenbuchverlag en 2012.[2][3] El libro argumenta que el euro se puede salvar, pero que requerirá reformas, y que algunos países pueden ser forzados a salir de la moneda única.[4]
- Einführung in die Geldtheorie (Introducción a la Teoría Monetaria), decimoquinta edición publicada por Franz Vahlen en 2011.[5]
- Der Euro. Geburt - Erfolg - Zukunft. Sobre la creación de la nueva moneda europea, publicado por Franz Vahlen en 2008.[6]

## Posiciones
Issing criticó los tratados que la Unión Europea firmó entre los Estados miembros a principios de la unión monetaria y que estuvo violado durante la crisis de deuda soberana. En particular, advirtió a los miembros de UE de no violar la cláusula de rescate, que prohíbe la suposición de responsabilidad para las deudas de otros países. Issing también criticó el BCE por comprar deuda pública de países afectados por la crisis. Además, desaprueba del establecimiento de una autoridad reguladora bancaria europea en el BCE.

## Honores
- Doctor honoris causa por la Universidad de Pavía, 2010.